# Hälltjärnen (Ockelbo socken, Gästrikland)
Hälltjärnen är en sjö i Ockelbo kommun i Gästrikland och ingår i Gavleåns huvudavrinningsområde.